# 토런스 쿰스

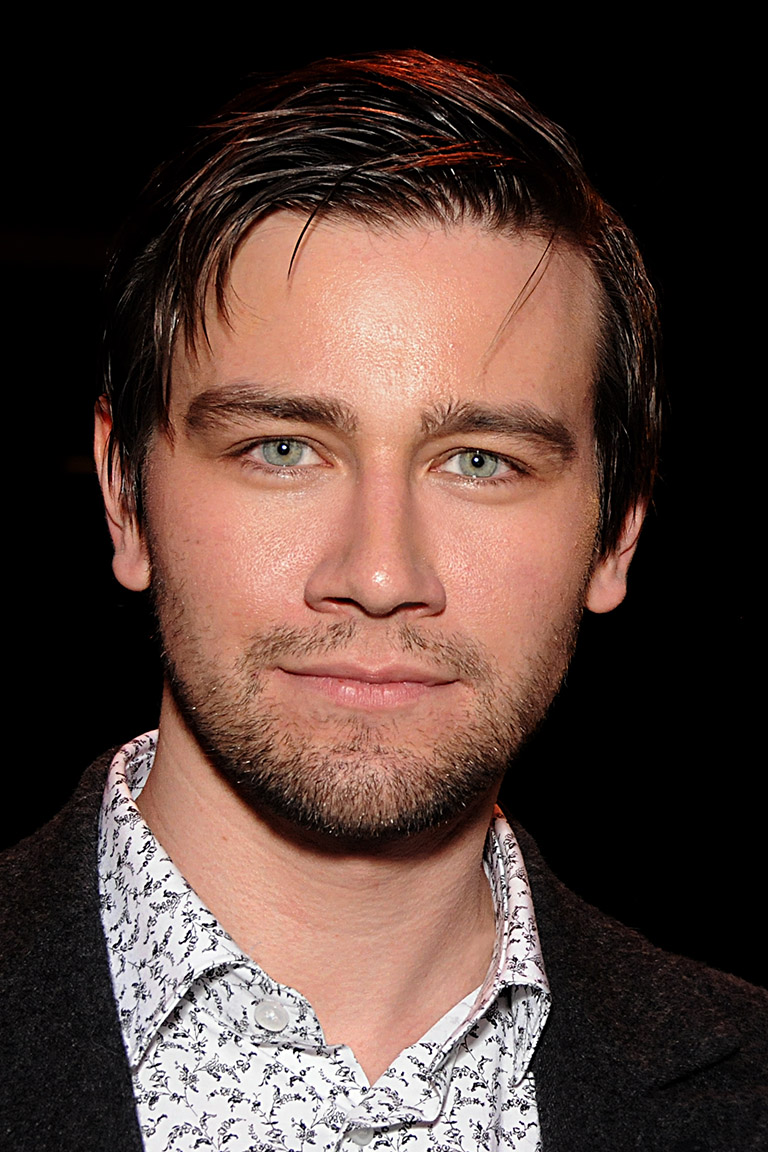

토런스 쿰스(영어: Torrance Coombs, 1983년 6월 14일 ~ )는 캐나다의 배우이다.
밴쿠버에서 태어났다.

## 출연 작품

### 영화
- The Familiar (2009) - 단편
- 아프칸 솔져스 (2011)
- Liars All (2013) - 데니스 역
- Kill for Me (2013) - 캐머런 역
- 에드워드 (2015, Eadweard) - 벨 역
- 마지막 강도사건 (2016, The Last Heist)
- Drawing Home (2017)

### 텔레비전
- 수퍼내추럴 (2007)
- 배틀스타 갈락티카 (2009)
- 튜더스 (2010) - 토머스 컬페퍼 역
- 하트랜드 (2010-12)
- 헤이븐 (2011)
- 레인 (2013-16)
- 로미오와 줄리엣: 끝나지 않은 이야기 (2017, Still Star-Crossed)
- 오리지널스 (2018)